# Fonteyn (cráter)
Fonteyn es un cráter de impacto de 29 km de diámetro en el planeta Mercurio. Debe su nombre a la bailarina de danza inglesa Margot Fonteyn (1919-1991), y su nombre fue aprobado por la Unión Astronómica Internacional en 2012.